# 植松治雄
植松 治雄（うえまつ はるお、1931年8月8日 - 2018年3月7日）は、日本の医師。第16代日本医師会会長、財団法人日本学校保健会会長。その他、厚生省医道審議会委員など歴任。医学博士（大阪大学、1960年）。香川県生まれ。

## 経歴
- 1955年 大阪大学医学部医学科を卒業
- 1960年 大阪大学大学院医学研究科外科系専攻博士課程修了。大阪大学文部教官
- 1965年 大阪市南区に診療所を開設
- 1970年 堺市北区中百舌鳥に植松医院を開設
- 1984年 4月、堺市医師会会長になる
- 1990年 この年から2004年3月まで大阪府医師会会長を務める
- 1992年 6月、日本医師会医療政策会議副議長に就く
- 2004年 同年4月から2006年3月まで日本医師会会長（第16代）
- 2004年5月 日本医師会会長選挙に立候補し、当選する。これにより財団法人日本学校保健会会長を1期2年務める。
- 2013年4月 旭日大綬章受章[3][4]。
- 2018年3月7日 死去。86歳没。叙従三位[5]。